# Ernst Hutter

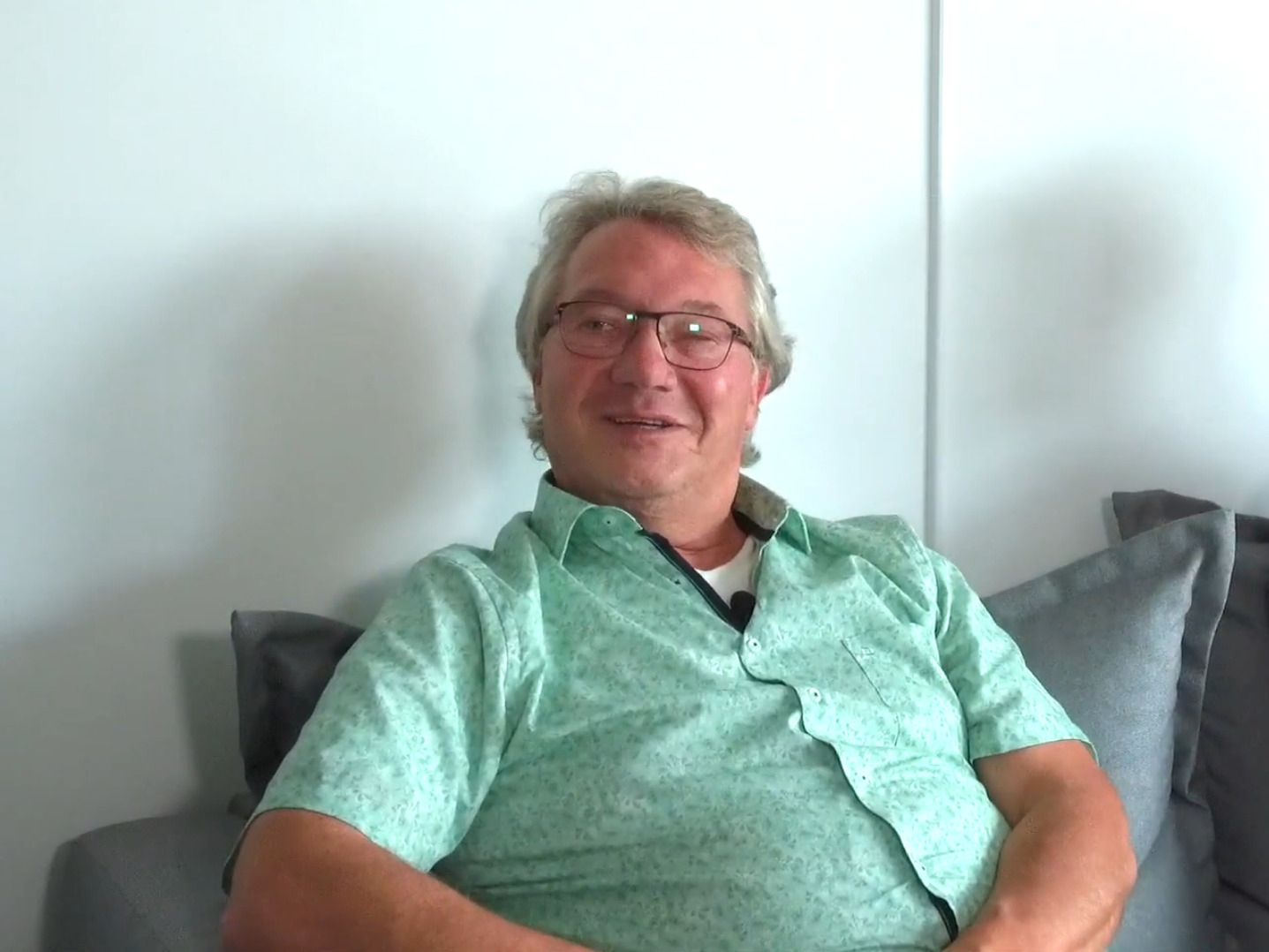
Ernst Hutter (2021)

Ernst Hutter (* 7. April 1958 in Opfenbach bei Lindau) ist ein deutscher Musiker, Posaunist, Musikverleger, Komponist und Arrangeur. Er ist noch bis 2025 musikalischer Leiter der Blaskapelle Ernst Hutter & Die Egerländer Musikanten.

## Leben
Schon als kleines Kind kam Ernst Hutter im Bodenseegebiet und Allgäu mit der Blasmusik in Berührung.

### Roggenzell
Ernst Hutters Vater Fritz Hutter war Dirigent des traditionsreichen Blasorchesters in Roggenzell. Er hat nicht nur seinem Sohn Ernst von Kindesbeinen an die Liebe zur Musik weitergegeben. „Fritz Hutter begann mit konsequenter Jugendausbildung. Sein vereinsinternes Ausbildungssystem galt, auch auf überregionaler Verbandsebene, als Vorbild“.
Mit seinen vier Geschwistern und der gleichfalls musikbegeisterten Mutter wurde dann bei der Hausmusik Ernst Hutters ausgeprägtes musikalisches Talent weiter entdeckt und gefördert. Er erlernte Blasinstrumente wie Trompete und Klarinette, dazu das Akkordeon. Erst nach und nach kamen dann seine späteren Hauptinstrumente Tenorhorn, Baritonhorn und Posaune, aber auch das Klavier hinzu. Er wurde schon früh vertraut mit allen wesentlichen Formen der Blasmusik, sei es die volkstümliche, die unterhaltende, die böhmische oder die sinfonische Ausprägung.

### Stuttgart
Nach der Schulzeit in Wangen im Allgäu studierte er von 1978 bis 1984 an der Musikhochschule Stuttgart unter anderem bei Richard Zettler und Joachim Kaiser. Sein Hauptfach war die klassische Posaune. Nebenbei interessierte sich Hutter allerdings auch für Jazz. Prägend war für ihn dabei unter anderem Jazz der amerikanischen Posaunisten Jack Teagarden, Bobby Burgess und J. J. Johnson. Als Posaunist war Hutter während seines Studiums unter anderem auch Mitglied der Stuttgarter Hochschul-Big Band, die unter der musikalischen Leitung von Erwin Lehn stand.
Bei seinem künstlerischen Abschluss-Examen an der Musikhochschule präsentierte sich Hutter vor der Prüfungskommission (unter anderem vor Armin Rosin) spartenübergreifend sowohl als ein klassischer Posaunist, als auch als Jazzposaunist, was damals an dieser Institution ein Novum darstellte. Das Tenorhorn, sehr wichtiges Instrument der böhmischen Musik, war dagegen im Studium als Unterrichtsinstrument so gut wie nicht vorgekommen.
Während und nach des Studiums wurde Ernst Hutter als klassischer Posaunist in vielen Orchestern als Aushilfe und Krankheitsvertretung angefordert, so etwa im Orchester der Staatsoper Stuttgart und bei den Stuttgarter Philharmonikern.

### Herrenberg
Bereits während seines Studiums in Stuttgart erhielt Hutter 1985 seine erste berufliche Anstellung als Stadtkapellmeister in Herrenberg. Diese Stelle hatte er nur kurz, da ihn im selben Jahr Ernst Mosch zu seinen Original Egerländer Musikanten als Tenorhornist engagierte. 1987 war er auch bei Erwin Lehn im damaligen SDR-Tanzorchester als Posaunist tätig. Ferner war er Musiker in Horst Jankowskis „Jazzsextett“.

### Südwestrundfunk und weitere Ensembles
Hutter war Posaunist bei der SWR Big Band und spielte dort unter anderem regelmäßig mit Hugo Strasser, Paul Kuhn und Max Greger zusammen. Hutter wurde neben der künstlerischen Arbeit auch als Orchestervorstand tätig und sammelte im musikalisch-administrativen Gebiet Erfahrung.
Er ist zudem Mitglied beim SWR Allstar Quintett, dem Posaunenensemble Quattrombones und dem klassischen Stuttgart Brass-Quartett. Außerdem leitet er ein Jazz-Quartett unter eigenem Namen.
Bei Seminaren und Workshops gibt er sein umfangreiches Wissen und seine breite musikalische Erfahrung an die jüngere Generation weiter.

### Hutter und die Egerländer Musikanten
Mit dem Tod von Ernst Mosch 1999 übernahm Ernst Hutter dessen Blaskapelle als einer von zwei Leitern; zunächst geschah dies unter dem Namen Egerländer Musikanten, später als Ernst Hutter & Die Egerländer Musikanten.
Nach vier Jahren der gemeinsamen Verantwortung mit seinem Kollegen Toni Scholl an der Spitze der Egerländer, trat Ernst Hutter 2003 die alleinige Nachfolge des Orchestergründers Ernst Mosch an. Bereits seit 1985 spielte Hutter Tenorhorn unter Moschs Leitung. Im September 2006 gaben die Egerländer Musikanten nach 40 Jahren wieder ein Konzert in der Carnegie Hall in New York.
Ab Dezember 2024 bis zum Hochsommer 2025 hat Ernst Hutter unter dem Motto „mein Finale“ eine Abschiedstournee zu 30 Städten in Deutschland, der Schweiz, Frankreich, Belgien und Österreich mit seinem Orchester geplant. Danach erfolgt sein Abschied als musikalischer Leiter der Egerländer Musikanten. Alexander Wurz wird sodann ab 2026 die musikalischen Leitung des Klangkörpers übernehmen.

### HutterMusic GmbH
Zusammen mit seinen drei Söhnen Martin, Julian und Stephan sowie seiner Frau Uschi gründete Hutter 2018 den Musikverlag HutterMusic GmbH mit Sitz in Amtzell, über den unter anderem die Tonträger und Noten von Ernst Hutter & Die Egerländer Musikanten vertrieben werden.

## Werke (Auszug)

### Kompositionen
- Egerländer Festtagspolka (Polka)
- Für meine Freunde (Slow)
- Mitten ins Herz (Polkalied)
- Spaziergang in Eger (Polka)
- Das Feuer brennt weiter (Marsch)
- Freundschaft ohne Grenzen (Polkalied)
- Musikantengruß an Eger (Marsch)

### Arrangements
- Spaziergang in Eger (Polka) Komponist Holger Müller, Ernst Hutter und Toni Scholl
- Aha Polka (Polka) Komponist Nick Loris
- Bist du bei mir (Polka) Komponist Nick Loris
- König der Blasmusik (Polka) Komponist Michael Kuhn
- Meine Liebe (Polka) Komponist Christian Höcherl
- Mein schönes Egerland (Polka) Komponist Helmut Kassner